# Raju Sharma

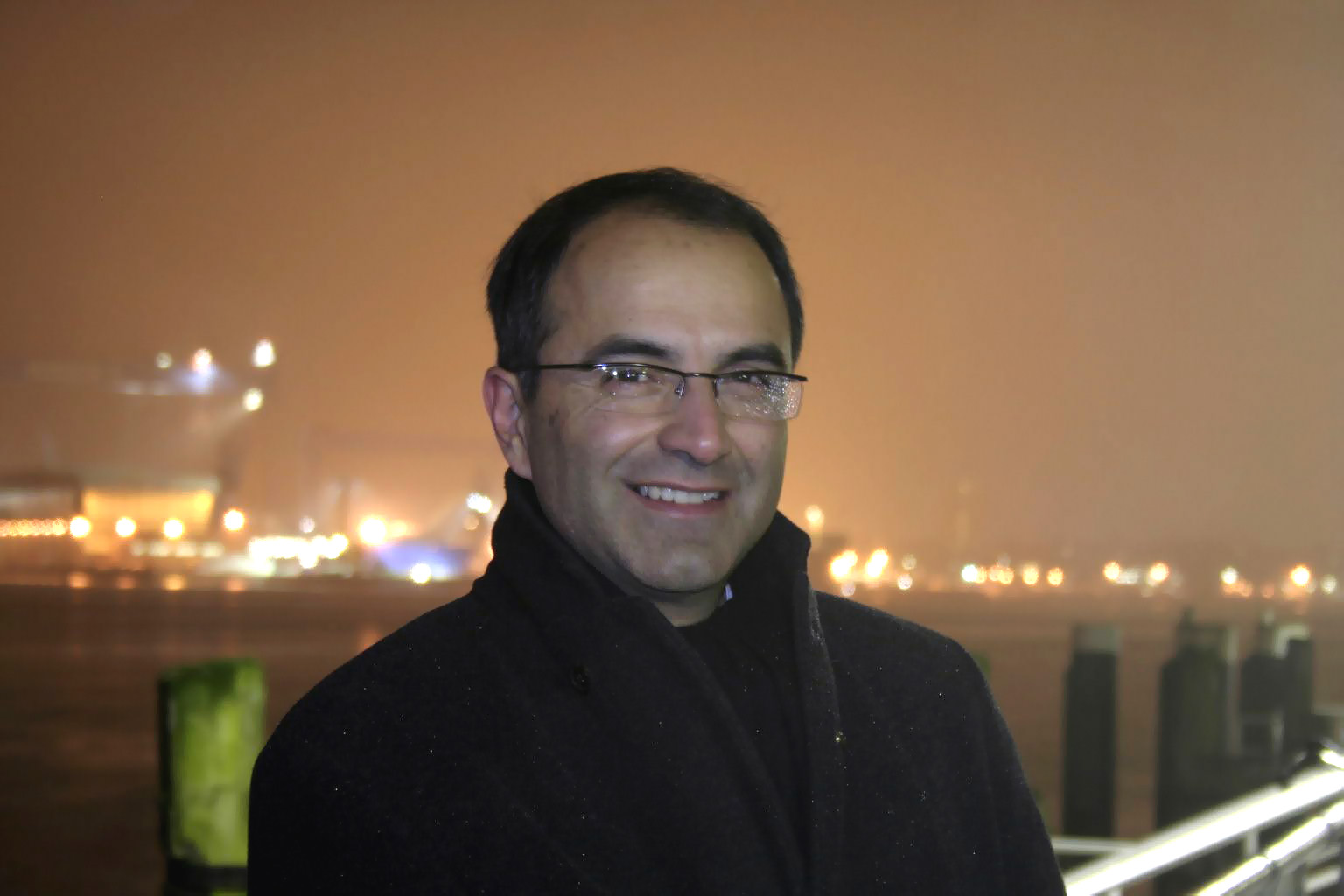
Raju Sharma (2008)

Raju Sharma (* 28. Juli 1964 in Hamburg) ist ein deutscher Politiker (SPD, davor bis 2014 Die Linke) und Schriftsteller. Der Vater von zwei erwachsenen Kindern lebt in Eckernförde. Von 2009 bis 2013 war er für die LINKE  Mitglied des Deutschen Bundestages. 

## Leben
Raju Sharma kam in Hamburg als Kind eines indischen Vaters und einer deutschen Mutter zur Welt.
Nach seinem Abitur im Jahr 1983 studierte er Rechtswissenschaft (Einstufige Juristenausbildung) an der Universität Hamburg und in Mumbai. Während seines Studiums war er im Fachschaftsrat an der Universität Hamburg, FB Jura II.

### Berufliche Laufbahn
Im Jahr 1990 arbeitete er kurzzeitig als niedergelassener Rechtsanwalt in Hamburg, bevor er noch im selben Jahr in den schleswig-holsteinischen Landesdienst wechselte und ab dann in verschiedenen Bereichen tätig war: u. a. als Leiter des Büros des ehemaligen Ministerpräsidenten Torsten Albig, Justitiar, Europareferent im Sozialministerium, Gruppenleiter beim Landesrechnungshof Schleswig-Holstein (Personalratsvorsitzender) und Referatsleiter in der Staatskanzlei (Haushalt, Verwaltungsmodernisierung).
In den Jahren 2003 bis 2005 war Sharma Geschäftsführer der DFB-Kulturstiftung. Dort war er für das Kunst- und Kulturprogramm zur Fußball-Weltmeisterschaft 2006 unter André Heller zuständig.
Von 2005 bis 2009 arbeitete in der schleswig-holsteinischen Staatskanzlei (Kulturabteilung) als Leiter des Referats für Nationale Minderheiten, Heimatpflege, Kirchen und Religionsgemeinschaften, Soziokultur, kulturelle EU-Angelegenheiten und Denkmalpflege. Er war stellvertretender Vorsitzender des Hauptpersonalrats und der Arbeitsgemeinschaft der Hauptpersonalräte bei den obersten Landesbehörden.
Im Jahr 2006 war er Kurzzeitexperte der EU beim Twinning-Projekt zum Aufbau der öffentlichen Finanzkontrolle in Bulgarien.
Nach dem Ende seines Bundestagsmandats kehrte Sharma zurück in die Kieler Staatskanzlei. Von Januar 2014 bis Dezember 2014 leitete er dort das Referat für Ressortkoordinierung Justiz, Kultur und Europa.
Ab August 2017 leitete er das Grundsatzreferat für Verbraucherschutz im Justizministerium des Landes Schleswig-Holstein.
Seit dem Jahr 2022 arbeitet Sharma als Leiter des Referats für Grundsatz- und Rechtsangelegenheiten, Datenmanagement, Nachhaltigkeit, Dialog Zukunft und Landwirtschaft im Ministerium für Landwirtschaft, ländliche Räume, Europa und Verbraucherschutz des Landes Schleswig-Holstein (MLLEV).

### Politische Laufbahn
Bereits in den 1970er- und 1980er-Jahren engagierte sich Raju Sharma in der Friedensbewegung. Er war Mitglied der Sozialistischen Deutschen Arbeiterjugend (SDAJ), der Deutschen Kommunistischen Partei (DKP) und des Marxistischen Studentenbundes Spartakus (MSB Spartakus).
Im Jahr 1992 trat er in die SPD ein. 2005 wechselte er in die Linkspartei Schleswig-Holstein.
Seit Juni 2007 war Sharma Mitglied der Bundesfinanzrevisionskommission der Linken (Stellvertretender Vorsitzender seit Mai 2008), 2009 Oberbürgermeisterkandidat in Kiel gegen SPD-Kandidat Torsten Albig.
Im Jahr 2009 wurde er bei der Bundestagswahl über die Landesliste Schleswig-Holstein der Linken in den 17. Deutschen Bundestag gewählt. Von 2009 bis 2013 war er religionspolitischer Sprecher der Bundestagsfraktion seiner Partei.
Auf dem Bundesparteitag im Mai 2010 wurde Raju Sharma zum Bundesschatzmeister gewählt. Auf dem Göttinger Bundesparteitag der Linken am 3. Juni 2012 setzte sich Raju Sharma gegen Heinz Bierbaum erneut als Bundesschatzmeister durch. Bei dem 4. Parteitag am 10. Mai 2014 unterlag er Thomas Nord und schied damit aus dem Parteivorstand aus.
Bei der Bundestagswahl 2013 misslang seine Kandidatur. Im Jahr 2014 trat er aus der Partei Die Linke wieder aus.
Von Januar 2015 bis zu dessen Abwahl 2017 war Sharma Büroleiter des schleswig-holsteinischen Ministerpräsidenten Torsten Albig (SPD). Einen Mitgliedsantrag für diese Partei hatte er da nach Selbstauskunft bereits gestellt.
Am 14. Mai 2023 wurde er bei den Kommunalwahlen in Schleswig-Holstein für die Gemeinde- und Kreisvertretungen als Ratsherr in den Stadtrat von Eckernförde gewählt. Er ist Mitglied des Haupt-, Wirtschaft- und Finanzausschusses. Er ist außerdem Mitglied in den Aufsichtsräten der Stadtwerke Eckernförde GmbH, der Stadtwerke SH GmbH & Co.KG sowie der Eckernförde Touristik & Marketing GmbH.

### Schriftstellerische Tätigkeit
Im Jahr 2005 hat Raju Sharma mit dem Schreiben begonnen. Er verfasst spannungsgeladene Bildungsromane, die globale und über die Zeiten gespannte Geschichten erzählen. Sein Verlager schreibt über ihn, dass er dabei Weltgeschichte, Kultur und Religion verbinde, ohne an Bodenhaftung zu verlieren. Dort wo zum Beispiel Dan Brown stets etwas überspanne, bleibe Sharma realistischer und erschaffe keine Superhelden, sondern lasse seine Figuren wachsen.
Im Mai 2013 veröffentlichte Sharma seinen Debütroman »INRI – Die Schatulle von Thorsberg«, einen Historienthriller.

## Werke
- INRI – Die Schatulle von Thorsberg (Historienthriller). 2. überarb. Auflage. Eckernförde 2013, ISBN 978-3-00-042008-5
- zusammen mit Christoph Müller: Hineni – Abrahams Messer (Charlie-Mannheimer-Krimi, Bd. 1), Eckernförde 2019, ISBN 978-3-00-062522-0
- Primus – Das Erbe der Leviten (Charlie-Mannheimer-Krimi, Bd. 2), Eckernförde 2022, ISBN 978-3-00-071530-3